# Stummelschwanzspitzmäuse
Die Stummelschwanzspitzmäuse (Anourosorex) sind eine in Ost- und Südostasien lebende Gattung aus der Familie der Spitzmäuse (Soricidae). Sie sind als einzige Gattung der Spitzmäuse vollständig an eine unterirdische Lebensweise angepasst.

## Merkmale
Namensgebendes Merkmal dieser Spitzmausgattung ist der kurze, nur 7 bis 17 Millimeter lange Schwanz. Die Kopfrumpflänge beträgt je nach Art etwa 50 bis 110 Millimeter. Das weiche dichte Fell ist an der Oberseite grau gefärbt, die Unterseite ist heller. Die Ohren sind im Fell verborgen, die Augen sind winzig und die Schnauze langgestreckt. Die breiten unbehaarten Füße enden in langen Krallen.

### Schädelmerkmale
| 1 | · | 2 | · | 1 | · | 3 | = 26 |
| 1 | · | 1 | · | 1 | · | 3 | = 26 |

Alle Arten der Gattung besitzen im Oberkiefer pro Hälfte einen Schneidezahn (Incisivus), zwei Eckzähne (Canini), einen Vorbackenzahn (Praemolar) und drei Backenzähne (Molares). Im Unterkiefer besitzen sie in jeder Hälfte nur einen Eckzahn. Insgesamt besitzen die Tiere somit 26 Zähne. Die dritten Backenzähne sind sowohl im Ober- wie im Unterkiefer reduziert.

## Verbreitung und Lebensraum
Stummelschwanzspitzmäuse leben im mittleren und südlichen China, auf Taiwan, in Assam sowie in den nördlichen Regionen Myanmars, Thailands und Vietnams. Ihr Lebensraum sind Bergländer zwischen 1500 und 3100 Metern Seehöhe.

## Lebensweise
Diese Spitzmäuse führen eine weitgehend unterirdische Lebensweise, was ihnen den englischen Trivialnamen „Mole Shrews“ einbrachte. Sie graben Baue und durchwühlen die Erde oder zu Boden gefallenes Laub mit ihrer langen Schnauze auf der Suche nach Nahrung. Sie ernähren sich von Insekten, deren Larven und Regenwürmern.

## Systematik
Früher wurden alle Tiere zu einer Art, Anourosorex squamipes, zusammengefasst. Jüngere Systematiken unterscheiden vier Arten: 
- Anourosorex assamensis,
- Anourosorex schmidi,
- Anourosorex squamipes und
- Anourosorex yamashinai.

## Belege
1. 1 2  Robert S. Hoffmann, Darrin Lunde: Genus Anourosorex – Mole Shrews. In: Andrew T. Smith, Yan Xie: A Guide to the Mammals of China. Princeton University Press, Princeton NJ 2008, ISBN 978-0-691-09984-2, S. 304.